# زمان یک ماهی(فیلم)
زمان یک ماهی ، یک درام کوتاه (فارسی ، ترکی استانبولی) برگرفته از داستان واقعی است. این اولین فیلم به کارگردانی ریحانه پارسا است.